# Joseph Incardona

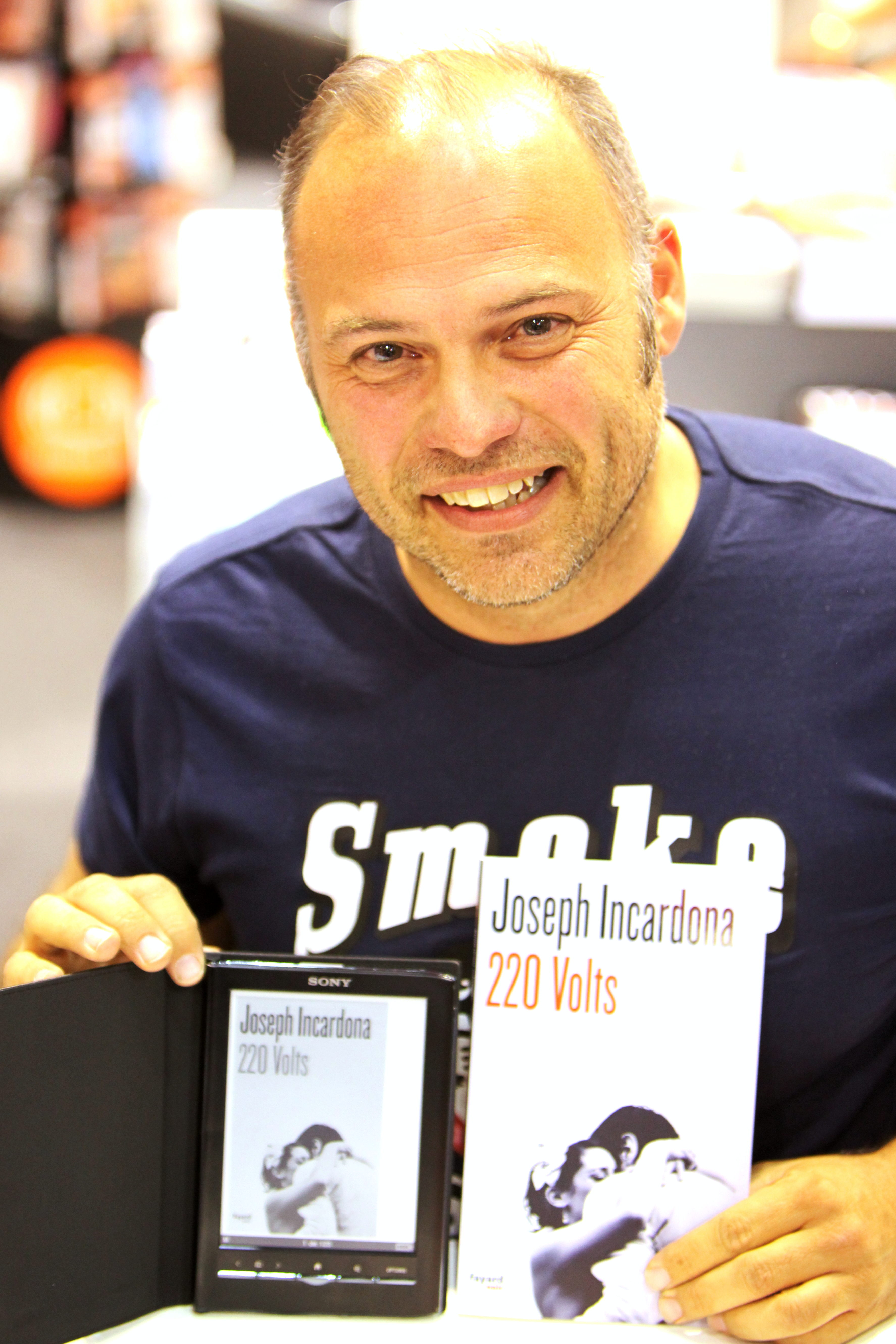
Joseph Incardona (2011)

Joseph Incardona (geboren Februar 1969 in Lausanne) ist ein Schweizer Schriftsteller, Drehbuchautor und Regisseur.

## Biografie
Incardonas Vater kommt aus Sizilien und seine Mutter aus der Westschweiz. Inspirieren lässt er sich sowohl von der Schweizer und der  italienischen Kultur als auch von schwarzen Romanen und der amerikanischen Literatur des 20. Jahrhunderts.
Er behandelt die Themen mit dem ihm eigenen schwarzen und rhythmischen Stil, trotzdem findet man in seinen Werken auch einen verschobenen Ton, oft mit einer Form von Scham verbunden.
Joseph Incardona ist Autor von einem Dutzend Büchern (Krimi-Romane), Drehbüchern (für Theater, Kino und Comic) und Filmregisseur. Außerdem ist er Dozent am Schweizerischen Literaturinstitut in Biel und lebt in Genf.

## Werke

### Romane und Kurzgeschichten
- 2002: Le Cul entre deux chaises, Pocket (ISBN 978-2266144-36-0)
  - deutsche Fassung: Striptease. Übersetzung Daniel Oesch. Pearlbooksedition, Zürich 2020 (ISBN 978-3-95247-522-5)
- 2005: Taxidermie, Éditions Finitude (ISBN 978-2-912667-24-3)
- 2006: Banana spleen, Éditions Delphine Montalant (ISBN 978-2-266164-36-8)
- 2006: Dans le ciel des bars, Pocket (ISBN 978-2266156-31-8)
- 2008: Remington, Fayard Noir (ISBN 978-2-213-63515-6)
- 2009: Enjeux 7 (Kollektiv): 37 m², Bernard Campiche Éditeur (ISBN 978-2-88241-256-0)
- 2010: Lonely Betty, Éditions Finitude (ISBN 978-2-912667-74-8), prix du Roman Noir du Festival de Beaune 20112
- 2011: 220 volts, Fayard Noir (ISBN 978-2-213-66490-3); zweite Ausgabe: Milady, 2016 (ISBN 978-2811217235)
- 2012: Trash circus, Éditions Parigramme (ISBN 978-2-84096-702-6)
- 2013: Misty, Baleine (ISBN 978-2-84219-505-2)
- 2014: Aller simple pour Nomad Island, Éditions du Seuil (ISBN 978-2-02-122407-8)
  - deutsche Fassung: One-Way-Ticket ins Paradies. Übersetzung Lydia Dimitrow. Basel: Lenos Verlag 2020 (ISBN 978-3-03925-002-8)
- 2015: Derrière les panneaux il y a des hommes, Éditions Finitude (ISBN 978-2-36339-054-7), Grand prix de littérature policière 2015[2]
  - deutsche Fassung: Asphaltdschungel. Übersetzung Lydia Dimitrow. Basel: Lenos Verlag 2019 (ISBN 978-3-85787-494-9)
- 2016: Permis C, BSN Press / Giuseppe Merrone Éditeur, collection fictio (ISBN 978-2-940516-51-3)
  - deutsche Fassung: Nächster Halt: Brig. Übersetzung Daniel Oesch. Zürich: Pearlbooksedition, 2017 (ISBN 978-3-9523550-9-1)
- 2020: La soustraction des possibles, Éditions Finitude
- 2022: Les corps solides, Éditions Finitude
  - deutsche Fassung: Das Game. Übersetzung Lydia Dimitrow, Lenos Verlag, Basel 2025 (ISBN 978-3-03925-042-4)
- 2024: Stella et l'amerique, Éditions Finitude

(Quelle:)

### Kino
- 2014: Milky Way,[4] von Cyril Bron et Joseph Incardona, Schweiz/Belgien[5]

### Theater, Kino / Drehbücher
- 1999: [guRmâdiz], Theater, Lausanne
- 2008: Le Figuier, Kurzfilm (21 min), Genf
- 2008: Annonciation, Kurzfilm (4 min), Lausanne, 2e Prix de la Cinémathèque suisse[6]

### Comics / Szenarien
- 2008: Fausse Route, Éditions Les Enfants Rouges, Juan-les-Pins
- 2008: Dans les cordes, Éditions Les Enfants Rouges, Juan-les-Pins
- 2014: Lonely Betty, Bearbeitung des gleichnamigen Romans von Christophe Merlin (éditions Sarbacane)